# لوكهيد بيه-2 نبتون
لوكهيد بيه-2 نبتون  (بالإنجليزية: Lockheed P-2 Neptune)‏ هي طائرة دورية بمحركين أنتجت في الولايات المتحدة. من صناعة شركة لوكهيد. كانت تستخدم بشكل أساسي من قبل بحرية الولايات المتحدة. كان أول طيران لها في 17 مايو 1945. دخلت الخدمة في 1947، انتهت خدمتها في 1984.

## المستخدمون
- بحرية الولايات المتحدة
- قوة الدفاع الذاتي البحرية اليابانية
- القوات الجوية الملكية الأسترالية
- سلاح الجو الملكي الكندي